# 日本デルモンテ
日本デルモンテ株式会社（にっぽんデルモンテ、英: Nippon Del Monte Corporation）は、群馬県沼田市に本社を置くキッコーマンの子会社で調味料、飲料、食品の製造メーカーである。略称は、「NDM」。スローガンは、「太陽を、おいしさに。」。

## 概要
日本における販売及び製造権のある「デルモンテ」製品（ケチャップ・缶詰・飲料などの青果物加工製品）と「キッコーマン」ブランドの製品を製造し、「キッコーマン食品(株)」「キッコーマン飲料(株)」が販売権を持つ。他に、野菜・野菜苗の生産・出荷・販売をする。

## 米国デルモンテ社との関係
米国デルモンテ社（フレッシュ・デルモンテ・プロデュース・デルモンテ・フーズ）との技術提携。フレッシュ・デルモンテ・プロデュースの日本法人はフレッシュ・デルモンテ・ジャパンで、東京都渋谷区恵比寿に本社がある。

## 沿革
「キッコーマン(株)」（当時 野田醤油）とトマトピューレ等の製造技術を持つ食品・菓子製造業の「唐木田食品(株)」（当時）が共同出資し、1961年(昭和36年)「吉幸（キッコー）食品工業(株)」を設立。初代社長に唐木田稲治郎が就任。本社および長野工場は、長野県更埴市（現 千曲市）においた。当時、キッコーマンは醤油など醸造食品分野主体であったが、日本人の食生活の変化を先取りし、ケチャップなどの加工品や果汁飲料の事業を展開するため、その後デルモンテブランドと提携するなど、グローバルな総合食品メーカーへと踏み出す第一歩となった。

### 初代法人
- 1961年(昭和36年)7月　「吉幸（キッコー）食品工業(株)」設立。「長野工場」の操業を開始[2]。
- 1962年(昭和37年)11月　加工専用種のトマトを導入し、契約栽培開始。
- 1963年(昭和38年)
  - 2月 - 社名を「キッコー食品工業株式会社」に変更。
  - 7月 - 本社を東京都中央区に移転。
  - 12月 - デルモンテと三井物産が折半で出資していた、日本カルパックにキッコーマンが資本参加することで、デルモンテ製品の製造はキッコー食品工業、販売はキッコーマンとする運営契約を締結。
  - 群馬県沼田市に「群馬工場」を建設[2]。
  - 福島県原町市に「福島工場」を建設。
  - 福島工場で『デルモンテ・トマトケチャップ』瓶詰の製造を開始。
  - 長野・群馬工場で『デルモンテ・トマトジュース』の製造を開始。
- 1966年(昭和41年)7月 - 岩手県二戸郡福岡町（現 二戸市）に「岩手工場」を建設。
- 1968年(昭和43年)
  - 3月　群馬工場で『キッコーマン・ソース』の製造を開始。
  - 10月　福島工場で『原料用ビネガー』の製造を開始。
- 1973年(昭和48年)10月 - 福島工場で『デルモンテ・トマトケチャップ』ソフトチューブ入りの製造を開始。
- 1974年(昭和49年)7月 - 福島工場にトマトジュース缶ライン新設。
- 1975年(昭和50年)8月 - 長野県下高井郡に「木島平分工場」を建設。
- 1980年(昭和55年)7月 - 群馬工場にトマトケチャップチューブライン新設。
- 1984年(昭和59年)12月 - 大阪府大阪市西区に「大阪営業所（現 大阪支店）」を開設。
- 1986年(昭和61年)12月 - 長野工場にPET飲料ライン新設。
- 1988年(昭和63年)1月 - 群馬工場にPET飲料ライン新設。
- 1991年(平成3年)7月 - 社名を「日本デルモンテ株式会社」に変更。
- 1999年(平成11年)4月 - 福島工場で「ISO14001」を取得。
- 2000年(平成12年)5月 - 群馬工場・研究開発部で「ISO14001」を取得。
- 2001年(平成13年)
  - 1月 - 群馬工場で「ISO9001」を取得。
  - 7月 - 長野工場で「ISO14001」を取得。
- 2005年(平成17年)
  - 4月 - 全社で「ISO14001」を取得。
  - 8月 - 群馬工場のPET飲料ラインで「HACCP」を取得。
- 2007年(平成19年)10月 - 岩手工場を分社化、「東北デルモンテ株式会社」を設立。
- 2010年(平成22年)
  - 1月 - 生産体制の大幅な再編を発表[3]。
  - 7月 - 木島平分工場を閉鎖。
- 2011年(平成23年)
  - 3月 - 東北デルモンテが事業を終了。
  - 9月 - 福島工場を閉鎖（実際には東日本大震災の影響で同年3月11日限り操業を停止）。
- 2012年(平成24年)7月 - 本社機能の一部を群馬工場内に移転（本社所在地：群馬県沼田市）し、東京都港区の事業所を東京本社に変更。
- 2013年(平成25年)10月 - 野菜苗販売事業を分割して日本デルモンテアグリ株式会社を設立。
- 2015年(平成27年)2月 - 群馬工場・長野工場でFSSC22000取得。
- 2016年(平成28年)4月 - 新たに設立した日本デルモンテ株式会社（2代目法人）へ事業を譲渡。日本デルモンテ株式会社（初代法人）は日本デルモンテ設立準備株式会社へ商号変更されたと同時に、キッコーマン食品へ吸収合併され解散[4]。

### 2代目法人
- 2016年(平成28年)4月 - 設立。同時に日本デルモンテ株式会社（初代法人）から事業を譲受。
- 2025年(令和7年)6月 - 長野工場を閉鎖する予定[2][5]。

## 主要製品
デルモンテブランド
- トマトケチャップ
- 缶詰（トマト・野菜・果実）
- トマトジュース
- 野菜ジュース
- 野菜とらなきゃ（野菜・果実混合飲料）
- ラクベジ（植物性乳酸菌（殺菌）入り）
- 有機ジュース
- 乳酸菌シリーズ
  - 野菜と乳酸菌
  - 大豆と乳酸菌
  - ローズと乳酸菌

デルモンテ・紀文共同開発製品
- Soytime（豆菜飲料）
- 豆菜食房（豆菜スープ）

キッコー・NDMブランド
詳しくは、キッコーマン主要商品の項を参照。

## 事業所
本社・群馬工場
群馬県沼田市清水町3748番地
東京本社
東京都港区西新橋2丁目1番1号
大阪支店
大阪府大阪市西区江戸堀1丁目9番1号肥後橋センタービル
商品技術開発部
群馬県沼田市清水町3748番地
長野工場
長野県千曲市桜堂485番地

## 商品
- デルモンテ トマトケチャップ
- デルモンテ 完熟ホールトマト
- デルモンテ 完熟カットトマト
- デルモンテ パイナップルスライス
- デルモンテ トマトジュース
- デルモンテ 野菜ジュース